# Phonebloks

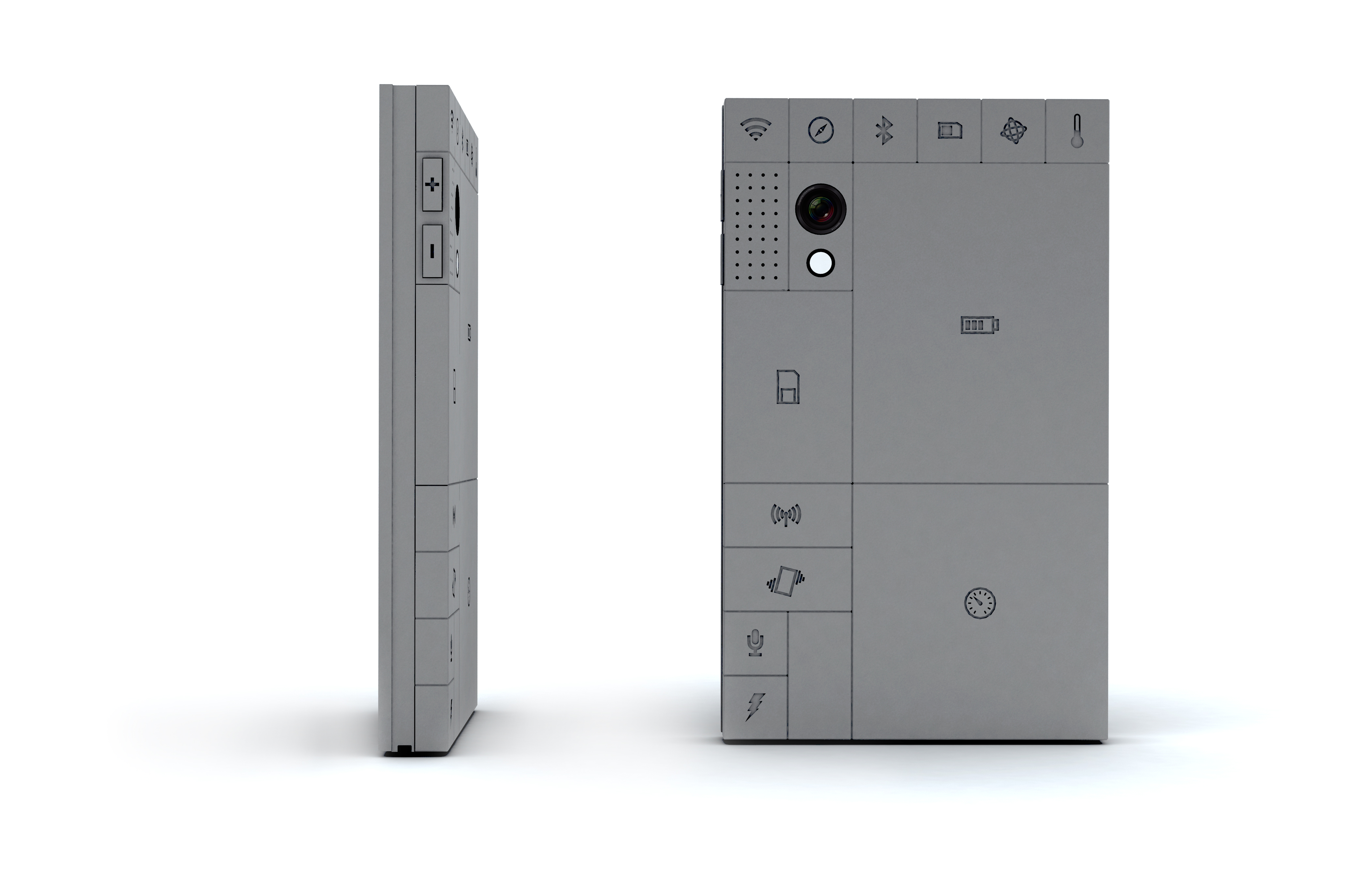
Phonebloks

Phonebloks es un concepto creado por el diseñador neerlandés Dave Hakkens. Se trata de un teléfono inteligente modular. El diseño modular pretende minimizar la chatarra electrónica, al permitir reemplazar los módulos averiados. Este modelo ha sido comparado con los bloques LEGO. Los módulos del Phonebloks pueden contener la mayoría de los componentes de un teléfono inteligente, como la cámara, la batería, la pantalla y el procesador. Los módulos se conectan a una placa base, asegurándose con dos tornillos.
Algunos analistas aseguran que el Phonebloks tiene muchos asuntos negativos que no le permitirían el éxito.